# Sinea sanguisuga
Sinea sanguisuga är en insektsart som beskrevs av Carl Stål 1862. Sinea sanguisuga ingår i släktet Sinea och familjen rovskinnbaggar. Inga underarter finns listade i Catalogue of Life.